# Nosema
För andra betydelser, se Nosema (olika betydelser).

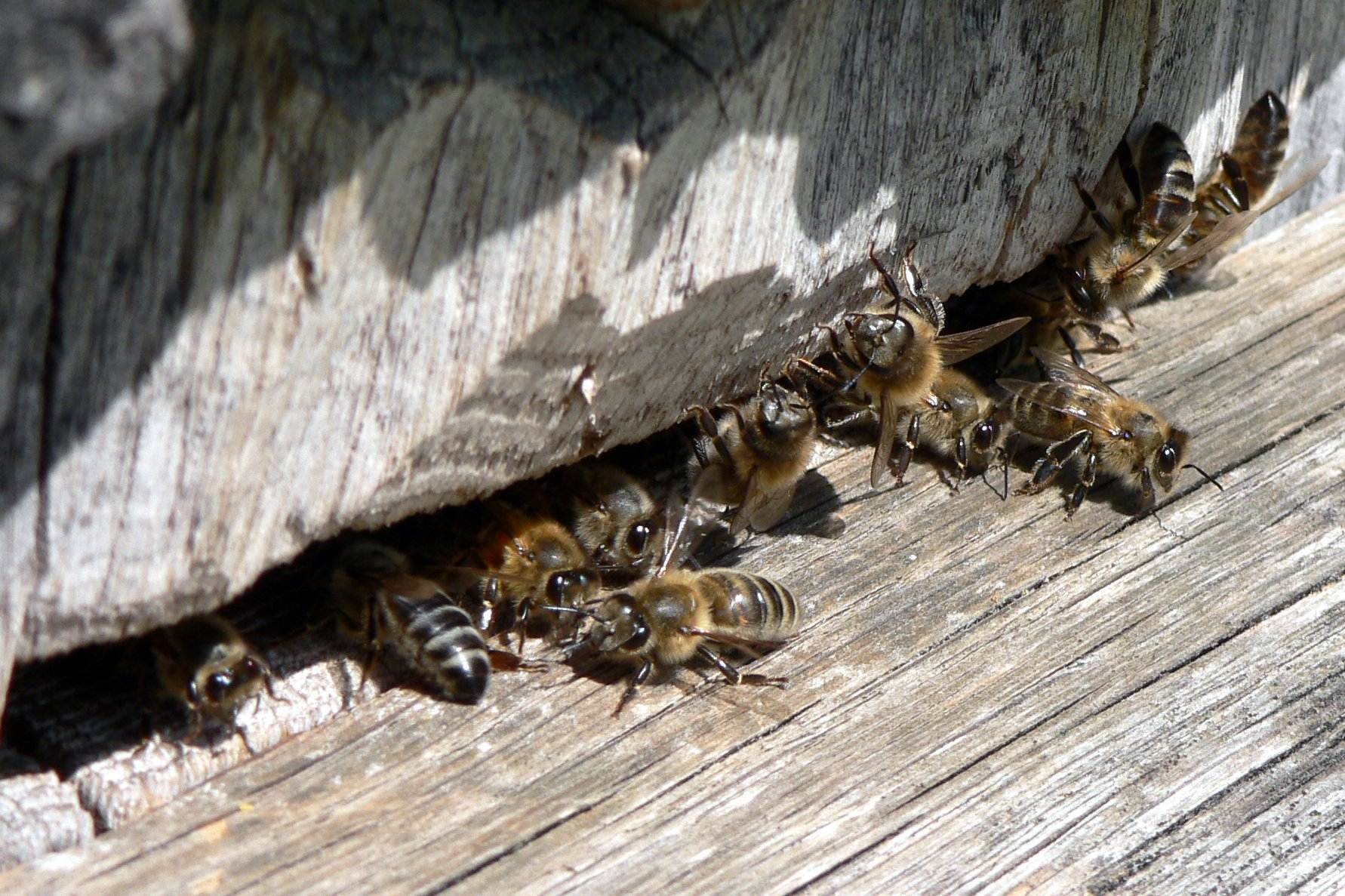
Bin vid ingången till bikupan

Nosemasjuka (i vardagligt tal kallad nosema) är en sjukdom i mag-tarmkanalen på honungsbin. Sjukdomen orsakas av Nosema apis och Nosema ceranae som båda tillhör divisionen Microspora (synonym Microsporidia). Sjukdomen har bara verkan på vuxna bin men kan smitta arbetsbin, drönare och drottningen och är mycket smittsam. Bisamhällen tar stor skada av nosema. Det ökar dödligheten hos vuxna bin och minskar produktionen av honung. Detta i sin tur orsakar dålig uppbyggnad av populationen på grund av att bina är oförmögna att producera tillräckligt med drottninggelé. Drottninggelén ges till de larver som ska bli arbetare under de tre första dagarna innan de går över till pollen och honung medan de larver som ska bli drottningar enbart är uppfödda på drottninggelé.

## Sjukdomsförlopp
Mikrosporidier är små sporbildande parasiter. Bina infekteras när de får in sporerna från mikrosporidierna genom munnen. Detta kan till exempel hända när de rengör eller tar bort döda bin från kupan. I mellantarmen börjar sporerna att växa och kasta ut en sorts tråd, så kallad poltråd, som tränger igenom tarmcellens cellmembran vilket gör det möjligt för sporinnehållet att ta sig in i en tarmcell. Inuti tarmcellen tillväxer parasiten i antal och bildar fler sporer som kan infektera andra tarmceller eller så förs det ut med biets avföring. Nosema förekommer främst under sen vinter och tidig vår och man har stora besvär med sjukdomen i områden med tempererade klimat.

## Symptom
Det kan vara svårt att upptäcka Nosema på grund av att processen är relativt oförmärkt med symtom som är svåra att upptäcka. Det är dock inte omöjligt att upptäcka Nosema. En bikoloni som inte kan öka sin population under ideala förutsättningar på våren skulle mycket väl kunna tyda på Nosema. Om man hittar döda eller flygförlamade bin framför kupan kan även det tyda på Nosema. Det kan också finnas fläckar av avföring inuti och utanpå kupan (detta behöver dock inte betyda att kolonin drabbats av Nosema) och tecken på dysenteri kan mycket väl betyda att bin är infekterade med Nosema.

## Effekt på bina
Livslängden av de bin som har angripits av sjukdomen Nosema reduceras ansenligt. De kan inte uppta proteinerna de får från födan längre vilket gör att bina försvagas. Binas fodersaftkörtlar utvecklas dåligt, som vidare leder till en försämrad yngelutveckling. Nosema ger även dålig honungsskörd. Faktorer som påverkar sjukdomens förlopp är till exempel tidig yngelsättning, proteinstatus i bisamhället och stress. Även olika virusinfektioner, som black queen cell virus och bee virus Y, har möjligtvis en förstärkande effekt på nosemainfektionen.

## Diagnos

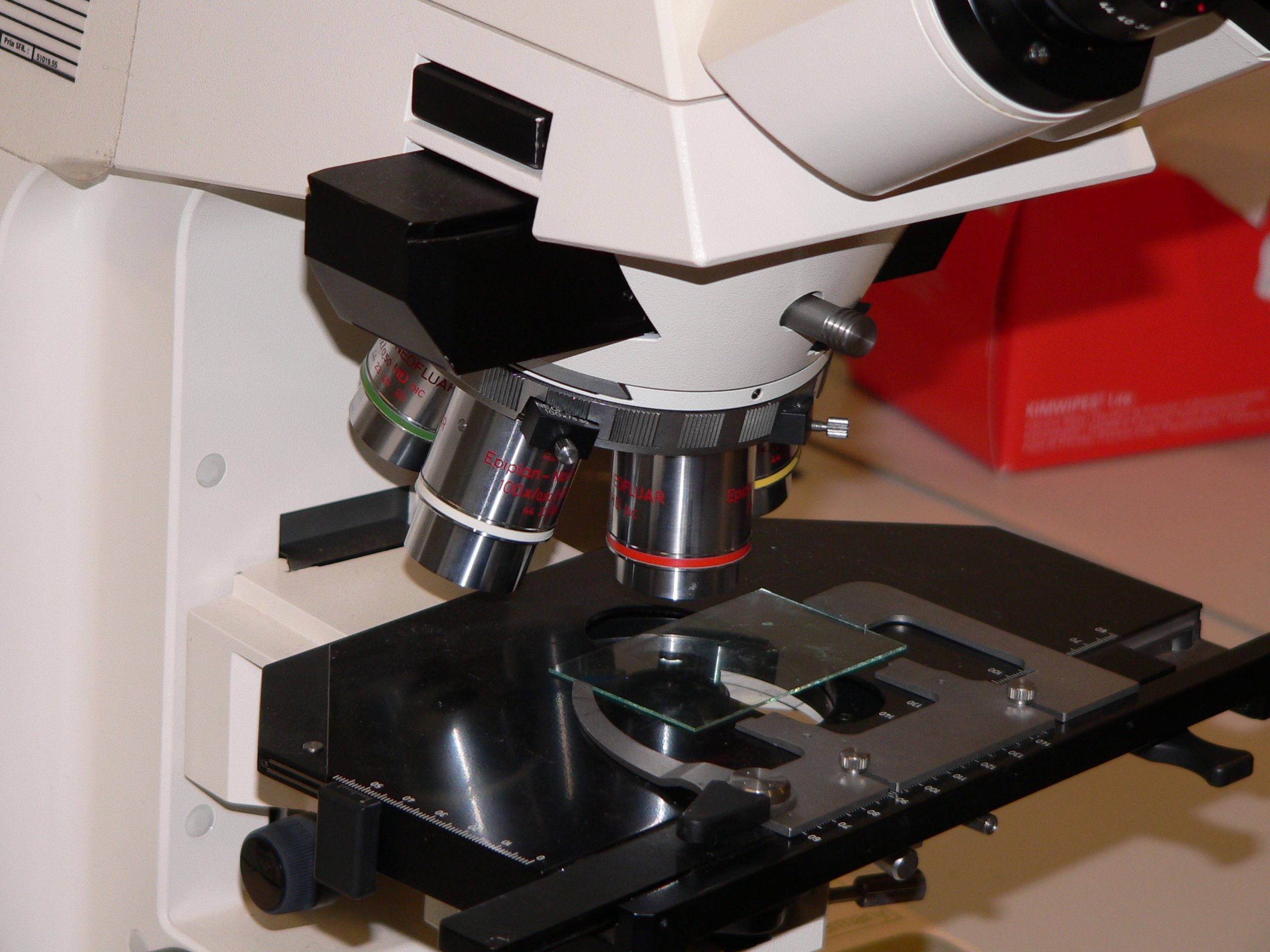
Man kan använda sig av mikroskopisk analys för att fastställa om en koloni är infekterad av nosema

Eftersom det finns en avsaknad på utmärkande yttre symtom på nosemaangrepp måste man använda sig av mikroskopisk analys för att ställa en säker diagnos. Detta ska helst utföras på levande bin eftersom det ger säkrare resultat. Omkring 60 bin är en godtagbar säkerhet i diagnosen av nosemaprovet. Man kan själv analysera bina så länge man har tillgång till ett mikroskop. 